# Solanum kioniotrichum
Solanum kioniotrichum là loài thực vật có hoa trong họ Cà. Loài này được Bitter ex J.F. Macbr. miêu tả khoa học đầu tiên năm 1962.